# Simfonia núm. 4 (Schmidt)
La Simfonia núm. 4 en do major de Franz Schmidt fou escrita el 1933, en memòria de la seva filla Emma, morta després de donar a llum el seu primer fill. Es va estrenar a Viena el 10 gener de 1934 sota la batuta d'Oswald Kabasta, a qui està dedicada, en un concert de la Gesellschaft der Musikfreunde i la Ràdio Austríaca. Té una durada aproximada de 45 minuts.
En l'estrena es va interpretar al costat del Concert per a piano de Schumann i d'Així parlà Zaratustra de Richard Strauss, el que significa l'alta consideració en què es tenia l'autor a l'hora d'oferir les seves obres.
La simfonia arranca amb un tema per a trompeta que la travessarà tota, escrita en un sol moviment ple de coses per a escoltar, apassionant de seguir precisament perquè no decauen ni la inspiració ni la capacitat formal.
A Franz Schmidt sempre se l'ha considerat un seguidor d'Anton Bruckner. Quan mor aquest, Schmidt té vint anys. D'entrada el seu llenguatge és proper, amb aquesta densitat que se suposa a qui ve d'aquí, però també amb la familiaritat que aquest origen porta com a valor afegit. Coneix l'orquestra, ja que no debades va ser primer violoncel a l'Òpera de Viena amb Mahler al podi. Sap emocionar, arribar al cor d'un desenvolupament melòdic amb suficient facúndia, permetent observar el bé que planteja el problema i com aquest, en efecte, es resol adequadament. De vegades al costat de Brahms i Bruckner hi ha retalls de Mahler o fins coses que ens evoquen a Xostakóvitx, potser tot perquè Schmidt té aquesta bona mà de tots els compositors competents i uns i altres s'entrecreuen en algun moment.